# Liste der Byggnadsminnen in Ånge (Gemeinde)
Diese Liste der Byggnadsminnen in Ånge (Gemeinde) zeigt die Baudenkmale (schwedisch Byggnadsminnen) der Gemeinde Ånge im Südwesten der schwedischen Provinz Västernorrlands län mit den Ortschaften (schwedisch tätorter) Alby, Ånge, Fränsta och Ljungaverk und Torpshammar. Es werden die Byggnadsminnen aufgeführt, die auf dem nationalen Denkmalregister (schwedisch Bebyggelseregistret – BeBR) gelistet sind, welches weitere Informationen zu den registrierten Baudenkmälern enthält.

## Begriffserklärung
Byggnadsminnen (schwedisch für Baudenkmale) sind in Schweden eine Art von Kulturdenkmälern, deren Erhalt und Schutz im Gesetz über die kulturelle Umwelt geregelt sind. Dazu zählen kulturhistorisch wertvolle Gebäude, Ensembles und Anlagen, die gem. den Bestimmungen des kulturminneslag (Kulturdenkmalgesetz) geschützt sind. Der Begriff unterscheidet sich insofern von der Deutung eines Baudenkmals, als das auch Parks, Gärten und andere Anlagen mit kulturhistorischen Wert als Byggnadsminnen eingestuft werden können.

## Legende

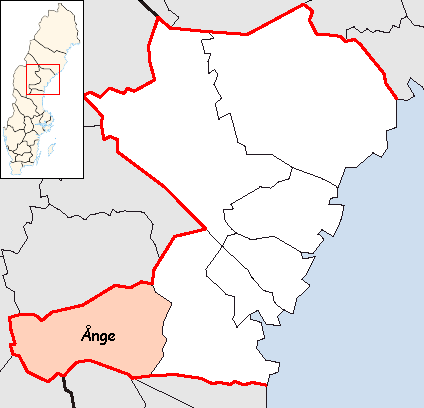
Lage der Gemeinde Ånge

| ID           | = | ID.Nr. des Denkmalregisters (BeBR) im „Swedish National Heritage Board“ (Riksantikvarieämbetet (RAÄ)) |
| Lage         | = | Adresse, Flurstück und Koordinatenangabe des Standorts                                                |
| Bezeichnung  | = | Bezeichnung/Name des Bauwerks/Denkmals/Objekts in Landessprache (schwedisch)                          |
| Beschreibung | = | deutscher Name (Funktion/Baujahr, wenn bekannt) sowie eine kurze Beschreibung des Objekts             |
| Bild         | = | Bild des Objekts sowie Verweis auf weitere Bilder                                                     |

## Gemeinde Ånge
| ID             | Lage                                          | Bezeichnung | Beschreibung | Bild           |
| -------------- | --------------------------------------------- | ----------- | --- | -------------- |
| 21300000019859 | Fränsta (Västerkomsta 5:117) (Karte)          | Vikbron     | Vikbron (Brücke, 1888) 133 m lange Holzbrücke bei Fränsta über den Fluss Ljungan am Eingang zum Torpsjön-See, sie ist die längste Holzbrücke dieser Art in Schweden, auch die Überbauten und Fundamente sind aus Holz erbaut; bei einer Überschwemmung 2000 stark beschädigt, 2005 wiederaufgebaut und seit 2021 unter Denkmalschutz. (Link) | Weitere Bilder |
| 21300000012907 | Ö 232, 841 97 Erikslund (Ånge Ö 1:70) (Karte) | By Ö        | Dorf Ö (Dorfsiedlung, 1889) historisches Landwirtschafts-Dorf mit 8 Gebäuden aus dem 19. Jh. und frühen 20. Jh. mit Schuppen (1814), Kutschenhaus (1850–1859), Logenhaus (1855–1900), Herrenhaus (1889), Lagerhaus (1907–1916), kleines Spielhaus (1910–1919) sowie Scheune und Wohngebäude (1912). (Link)                                   | Weitere Bilder |